# Linia M4 a metroului din București
Magistrala 4 este a patra magistrală a metroului bucureștean, fiind deschisă oficial pe 1 martie 2000. Ea este colorată în verde pe hărțile metroului.

## Istoria magistralei
Lucrările la această magistrală au început încă din decembrie 1989 și au fost reluate în 1990. Totuși, din cauza fondurilor insuficient alocate, ritmul lucrărilor a început să scadă și, ca urmare, în anul 1994 a fost întreruptă funcționarea epuizmentelor și s-au sistat toate lucrările. S-a continuat doar operația de evacuare a apelor ce se infiltrau în interiorul tunelelor și stațiilor de metrou. Din cauza materialelor solide care s-au infiltrat în tunele acestea s-au deformat și, ca urmare, în anul 1996 s-au sistat și operațiunile de evacuare a apelor, ca măsură rapidă de combatere a acestui.

### Tronsonul Gara de Nord – 1 Mai
În 1997 s-a obținut un împrumut de la Banca Europeană de Investiții și astfel s-a putut repara infrastructura existentă pentru ca ulterior, pe 1 martie 2000 să aibă loc deschiderea pentru călători a Magistralei 4 pe tronsonul Gara de Nord 2 – 1 Mai.

### Tronsonul 1 Mai – Parc Bazilescu
Stațiile Jiului și Parc Bazilescu  (2,62 km) au fost date în exploatare pe 1 iulie 2011.

### Tronsonul Parc Bazilescu - Străulești
Tronsonul Parc Bazilescu - Străulești a fost construit de către firma Astaldi. La această lucrare se adaugă și Depoul Străulești. Lucrările la construirea tronsonului au fost finalizate la sfârșitul lui 2016. Darea în folosință a tronsonului a întârziat însă din cauza lipsei sistemelor de securitate. Lucrul la acestea a început în luna martie 2017, iar în ultima zi a lunii sistemele erau parțial funcționale, iar stațiile noi au putut fi inaugurate. Cu toate acestea, finalizarea semnalizării pe întreaga linie a mai durat încă trei ani.

### Dezvoltări viitoare
În Planul de Mobilitate Urbană Durabilă  este prevăzută prelungirea M4 până la Gara Progresul. În anul 2009, pe lângă lucrările de extindere până la Laromet, s-au desfășurat studii de fezabilitate pentru extinderea magistralei până la Gara Progresul (cartierul Giurgiului).
Prin studiul de fezabilitate revizuit prezentat în noiembrie 2020 a fost stabilit un traseu de aproximativ 12 km care urmează străzile Gara de Nord, Berzei, Vasile Pârvan, Hașdeu, Izvor, 13 Septembrie, Tudor Vladimirescu, Șoseaua Viilor, Șoseaua Giurgiului, terminându-se la Gara Progresul unde este prevăzut și un depou. Necesarul de material rulant este estimat la 15 trenuri pentru asigurarea unei frecvențe la orele de vârf de 90 s.
Stațiile de metrou propuse fiind Știrbei Vodă, Facultatea de Drept (corespondență M5), Uranus, George Rozorea, Chirigiu (corespondență M7), Filaret, Eroii Revoluției (existentă, corespondență M2), George Bacovia, Toporași (corespondență M8), Nicolae Calaj, Luică, Giurgiului și Gara Progresul (terminus) și un nou depou în proximitatea Gării Progresul.
În aprilie 2024 Primăria Sectorului 4, ca lider de asociere asumat, avea în desfășurare procedura de proiectare și execuție a extinderii magistralei, unde la data de 3 aprilie 2024 primarul Sectorului 4, Daniel Băluță, declară că finanțarea lucrărilor este de 2,5 miliarde de euro prin „Programul Transport” al Uniunii Europene 2021-2027, iar lucrările sunt totodată realizate cu sprijinul Ministerului Transporturilor, Metrorex, Consiliul Județean Ilfov și Primăria Sectorului 5; Perioada de proiectare și de construcție este de 70 de luni, din care primele 24 de luni sunt destinate perioadei de proiectare, la momentul declaraților publice. 

## Material rulant

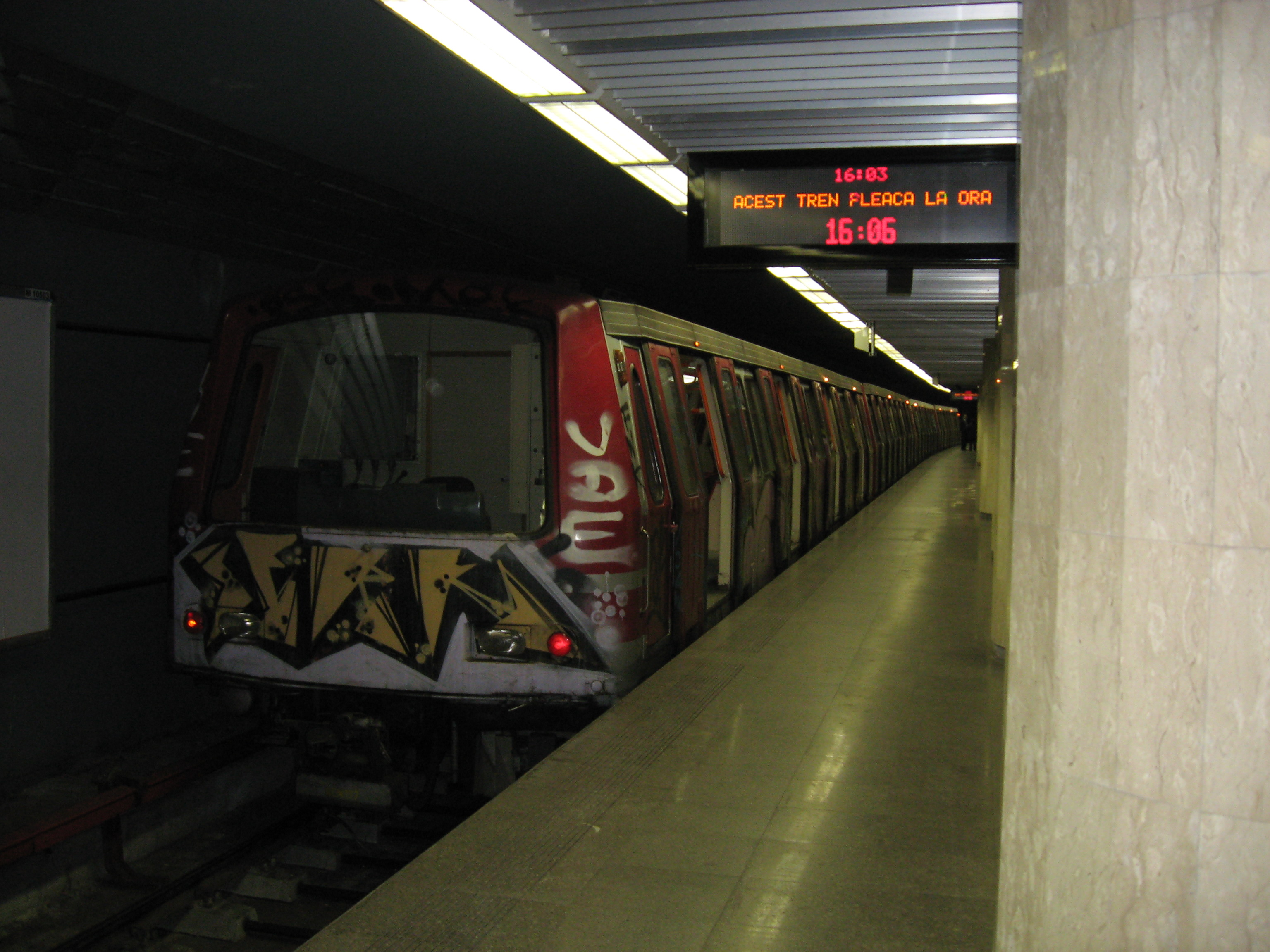
Rama Astra IVA nr. 177

Magistrala 4 este deservită exclusiv de rame Astra IVA. Trenurile Astra IVA au fost modernizate și dotate cu un sistem ATO/ATP Dimetronic.:slide 10
Sistemul de control Bombardier CITYFLO 350 folosit de trenurile BM2 și BM3 împreuna cu sistemul de control Alstom URBALIS 400 sunt incompatibile cu sistemul Dimetronic, ceea ce face imposibilă folosirea trenurilor BM2, BM3 și BM4.